# Эффаге, Джуниор
Роди Джуниор Эффаге (фр. Rody Junior Effaghe; род. 11 апреля 2004, Либревиль) — габонский футболист, нападающий лимасольского «Ариса» и национальной сборной Габона.

## Карьера

### «Динамо-Авто»
В июле 2022 года футболист присоединился к молдавскому клубу «Динамо-Авто». Дебютировал за клуб футболист 31 июля 2022 года в матче против клуба «Милсами», выйдя на поле в стартовом составе. Дебютный гол за клуб футболист забил 10 сентября 2022 года в матче против «Дачии-Буюкань». В октябре 2022 года появилась информация, что в услугах футболиста заинтересованы испанские клубы, о чём сообщил директор молдавского клуба. На протяжении первой половины сезона футболист выступал за клуб в роли одного из ключевых игроков, отличившись 3 забитыми голами и результативной передачей. По итогу первой половины сезона футболист вместе с клубом занял последнее место в турнирной таблице и отправился во вторую фазу за место в Суперлиге.

### «Гомель»
В марте 2023 года футболист проходил просмотр в белорусском «Гомеле». Вскоре футболист присоединился к белорусскому клубу. Официально футболист был представлен в гомельском клубе 20 марта 2023 года, контракт с которым был подписан до конца сезона с опцией продления ещё на год. Дебютировал за клуб футболист 30 апреля 2023 года в матче против «Энергетика-БГУ», выйдя на замену на 85 минуте. Дебютный гол за клуб футболист забил 6 мая 2023 года в матче против «Минска». Стал лучшим футболистом гомельского клуба по итогу мая 2023 года. На протяжении сезона футболист был одним из ключевых игроков клуба, отличившись 5 забитыми голами и 5 результативными передачами. По итогу сезона футболист завершил чемпионат на итоговом шестом месте.
Новый сезон за клуб футболист начал 31 марта 2024 года с матча против гродненского «Немана», выйдя на замену на 65 минуте, также отличившись своим первым в сезоне забитым голом. В матче 4 мая 2024 года против новополоцкого «Нафтана» футболист отличился забитым дублем. В мае 2024 года появилась информация, что футболист интересен минскому «Динамо». В матче 14 июля 2024 года в рамках Кубка Беларуси против «Нивы» отличился забитым хет-триком. В октябре 2024 года сообщалось, что футболист по окончанию сезона покинет белорусский клуб и станет игроком лимасольского «Ариса». По итогу сезона футболист стал лучшим бомбардиром чемпионата, отличившись 17 забитыми голами, а также стал лучшим легионером клуба по количеству голов за сезон. В январе 2025 года футболист официально покинул гомельский клуб.

### «Арис» Лимасол
В начале января 2025 года сообщалось также, что футболист интересен польской «Короне». В конце января 2025 года лимасольский «Арис» официально сообщил о подписании габонца, контракт с которым рассчитан до конца мая 2027 года. Дебютировал за клуб 23 февраля 2025 года в матче против лимасольского клуба АЕЛ, выйдя на замену на 76 минуте. Однако футболист на протяжении второй половины чемпионата редко попадал в заявку основной команды кипрского клуба, лишь трижды выйдя на поле со скамейки запасных на последних минутах основного времени матчей, результативными действиями не отличившись. По итогу своего дебютного сезона вместе с лимасольским клубом стал серебряным призёром чемпионата. В августе 2025 года вместе с клубом отправился на квалификационные матчи Лиги конференций УЕФА. Первый матч в новом сезоне сыграл 7 августа 2025 года против греческого клуба АЕК, выйдя на замену на 77 минуте. По итогу ответной встречи 14 августа 2025 года афинский клуб оказался сильнее и вышел в следующий раунд квалификаций, а футболист вместе «Арисом» завершил выступление на турнире.

## Международная карьера
В октябре 2022 года футболист был вызван в молодёжную сборную Габона до 23 лет. В конце августа 2024 года футболист впервые получил вызов в национальную сборную Габона. Дебютировал за сборную футболист 6 сентября 2024 года в рамках квалификаций Кубка африканских наций против сборной Марокко, выйдя на замену на 65 минуте. Дебютным забитым голом за сборную футболист отличился 15 октября 2024 года в матче против сборной Лесото.